# 普湾駅
普湾駅（ふわんえき）とは、中華人民共和国遼寧省大連市金州区に位置する哈大旅客専用線の駅。

## 歴史
- 2012年12月1日　開業。

## 隣の駅
中華人民共和国鉄道部
哈大旅客専用線
瓦房店西駅 - 普湾駅 - 大連北駅
座標: 北緯39度19分44.08秒 東経121度48分30.19秒 / 北緯39.3289111度 東経121.8083861度